# Kutcharo
Kutcharo (també anomenada Kussharo o Kuccharo) és una gran caldera de 26 x 20 km de diàmetre a NE Hokkaido, Japó, i conté el volcà Atosanupuri (アトサヌプリ). La caldera es va formar durant una sèrie d'erupcions explosives importants entre fa 340.000 i 30.000 anys. El llac Kutcharo (Kutcharo-ko), de forma creixent, cobreix la major part de la meitat occidental de la caldera.
No hi ha erupcions històriques conegudes, però el volcà ha estat freqüentment actiu en els últims 10.000 anys i ha construït diverses cúpules de lava i l'estratovolcà Atosanupuri prop del centre de la caldera. Naka-jima és una cova de lava dacítica-rítmica de menys de 10.000 anys que forma una illa al llac.
La intensa activitat fumaròlica es produeix al voltant del volcà Atosanupuri i al llarg de les costes del llac Kutcharo (Kutcharo-ko).